# Ćićevci
Ćićevci su naselje u općini Srebrenica, Republika Srpska, BiH.

## Stanovništvo
Nacionalni sastav stanovništva 1991. godine, bio je sljedeći:
ukupno: 241
- Srbi - 180
- Bošnjaci - 61